# Archie Stark
Archibald McPherson Stark, mais conhecido como Archie Stark (Glasgow, 21 de dezembro de 1897 –– Kearny, 27 de maio de 1985), foi um futebolista escocês naturalizado estadunidense.
Dentre os vários atletas escoceses que atuaram no futebol dos Estados Unidos durante os anos 20 e 30, Stark provalvemente foi o mais famoso e bem sucedido, tendo sido artilheiro da American Soccer League, como se chamava o campeonato estadunidense na época, em três oportunidades, sendo a segunda pelo Bethlehem Steel, uma das equipes mais bem sucedidas dos primeiros anos do futebol estadunidense, e onde teve seus melhores momentos no futebol. Pelo mesmo, conquistou também o primeiro de seus dois títulos do campeonato estadunidense, na edição de 1926/27, após três vice-campeonatos consecutivos, entre as temporadas 1922/23 e 1924/25. Stark também defendeu em duas oportunidades a Seleção Estadunidense, marcando cinco vezes. Pela mesma, também recebeu o convite para disputar a Copa do Mundo de 1930, mas que declinou por motivos de negócios.

## Carreira
Tendo nascido na capital escocesa, Stark emigrou com sua família para os Estados Unidos quando tinha treze anos. Sua família se estabeleceu no Condado de Hudson, onde imediatamente Archie ingressou na escola de futebol do West Hudson Junior. Curiosamente, mesmo tendo se tornado famoso atuando como atacante, durante seu período no Junior, atuava como defensor. Sua passagem na escola de futebol do clube durou pouco mais de um ano, quando deixou o mesmo para assinar um contrato profissional com o Kearny Scots.
Tendo permanecido no clube durante quatro temporadas, conquistou na sua penútlima o título da Copa América, batendo na final o Brooklyn Celtic por 1 x 0, sendo seu o gol do título. Chegou à final novamente na temporada seguinte, mas perdendo na final por 3 x 0 para sua futura equipe, o Bethlehem Steel. Ironicamente, o heroi da final acabou sendo um escocês, Neil Clarke, que marcou os três tentos do Bethlehem. Esta acabaria sendo sua última decisão pelo clube, seguindo após para o Babcock and Wilcox, que havia demonstrado interesse em sua contratação após ser eliminado pelo Scots de Stark na semifinal da Copa América. No entanto, sua passagem acabou durando apenas um temporada, devído a Segunda Guerra Mundial. Mesmo escocês, Stark interrompeu sua carreira em 1917 para se juntar ao Exército dos Estados Unidos, onde serviu na França.
Quando retornou aos Estados Unidos, em 1919, rapidamente retomou sua carreira futebolistica, assinando com o Paterson. Apesar de sua passagem ser breve, chegou à final da National Challenge Cup, a atual Copa dos Estados Unidos, mas novamente perdendo o título para o Bethlehem, após uma derrota por 2 x 0, tendo novamente um escocês marcado na final, desta vez George McKelvey.
Impressionados com o desempenho de Archie na final, mesmo não tendo marcado, os dirigentes do Bethlehem o convidaram para fazer uma turnê na Suécia e Dinamarca. Nessa turnê, que durou quase dois meses, o clube disputou catorze partidas, vencendo seis e perdendo apenas duas. Após seu regresso aos Estados Unidos, mesmo o clube tendo acertado sua contratação, Stark assinou com o Erie. O Bethlehem, inconformado em perder o atacante, apelou para a Federação de Futebol, que reverteu a situação a favor do clube. Entretanto, Stark permaneceu no clube durante a temporada. Deveria ir para o Bethlehem em seguida, no entanto, com a dissolvição da National Association Football League e subsequente criação da American Soccer League, Stark não seguiu para o clube. Ao invés disso, assinou com o New York Field.
Em Nova Iorque, continuou sendo um prolífico artilheiro do futebol estadunidense, tendo marcado 45 vezes em 69 partidas em suas três temporadas no clube, tendo a última sido de maior destaque, onde marcou 21 tentos nas 25 partidas disputadas, terminando como artilheiro do campeonato. Apesar da grande quantidade de gols, não conseguiu conquistar o título estadunidense, tendo terminado com um vice-campeonato em sua primeira temporada, um quarto lugar na segunda e terceiro na terceira. O único título conquistado foi um torneio da Southern New York State Football Association. Deixou o clube em 1924, que estava endividado e deixou de existir profissionalmente ainda nesse ano. Stark seguiu para o Bethlehem Steel.
Finalmente defendendo a equipe da Pensilvânia, Archie teve enorme sucesso no clube, principalmente em sua primeira temporada, onde marcou 67 vezes em 40 partidas, terminando novamente como o artilheiro do campeonato. Isso aconteceu devído, em parte, pela grande quantidade de dinheiro investido pelo clube na contratação de jogadores, muitos conterrâneos de Stark. Apesar disso, seu primeiro título, a National Challenge Cup, veio apenas na sua segunda temporada. Stark foi o grande destaque da conquista, tendo marcado três vezes na final contra o Ben Millers. A partida terminou 7 x 2. Já seu primeiro campeonato estadunidense aconteceu na temporada seguinte.
O sucesso do clube acabaria durando apenas mais uma temporada, quando o Bethlehem foi banido das competições pela FIFA devído a Soccer Wars. Stark permaneceu no clube, participando na temporada seguinte ao banimento de uma competição paralela, a Eastern Soccer League. Na duas temporadas que o torneio existiu, o Bethlehem terminou com o título. Em 1930, foi emprestado ao Fall River F.C. para um turnê na Europa. No entanto, o clube enfrentou problemas financeiros e não teve dinheiro para trazê-los de volta aos EUA, tendo os jogadores retornado em voo de terceira classe. Após retornar, deixou o Bethlehem e assinou com o Newark Americans, ficando no clube para disputar o que seriam as duas últimas temporadas da primeira ASL. Seu desempenho pelo clube nem chegou perto ao prolífico artilheiro que era poucos anos antes, tendo marcado apenas dezesseis vezes nas 42 partidas que disputou. Com o surgimento de uma segunda ASL em 1933, Archie acertou com o Kearny Irish para disputar o que seria sua última temporada como profissional. Ela terminou com o título e a artilharia (22 gols), dividida com Razzo Carroll, dos rivais do Scots.
Como uma forma de reconhecimento pelo seu serviço prestado ao futebol estadunidense, foi introduzido em 1950 ao National Soccer Hall of Fame.